# Alexandra Teatre
L'Alexandra Teatre o Teatre Alexandra va ser un teatre ubicat als Cinemes Alexandra de Barcelona, creat l'any 2010 per part dels directors d'aquest (Ramon Colom) i del Teatreneu (Josep Salvatella). Naixia amb la intenció de convertir el cinema en un multiespai que combinés les projeccions audiovisuals amb el teatre i la música en directe. Amb aquest objectiu, els promotors van realitzar-hi canvis estructurals i tècnics a dues de les sales dels Cinemes –creació de camerinos, adequació de l'escenari– per fer possible la convivència dels espectacles en viu amb les sessions de cine.
La Sala 1 dels Cinemes Alexandra, que va perdre la primera fila de butaques per fer un escenari de 5,5 m de fons i 13 m de boca, disposava de 360 localitats, mentre que l’aforament de la Sala 5 (l’antic Cine Alexis) era de 110 butaques. L’Alexandra Teatre també va destinar el bar i el vestíbul del recinte a activitats més alternatives, sota el nom d’AlexBar i amb una capacitat per a 200 persones.
La inauguració va tenir lloc el dia 8 de juliol de 2010 amb l'espectacle fusió de claqué, flamenc i hip hop, Hermanos de baile, dirigit pel bailaor Raúl Ortega. A l’AlexBar, presentat aquell estiu com un centre per a l’stand up comedy, l’humorista Albert Boira conduïa cada dilluns sessions còmiques, que al llarg de la setmana es combinaven amb actuacions d’il·lusionistes, cantautors o Dj’s. No obstant això, superats els primers mesos, l’ús de l’AlexBar com espai escènic va fer-se esporàdic.
La seva programació se centrava en l'humor, oferint monòlegs i espectacles de màgia, i també acollint el programa Visto lo visto TV emès en directe via streaming, que tenia lloc a la seva sala principal. Dani Pérez i Dani Rovira van ser dos dels primers monologuistes que van trepitjar les taules del renovat Alexandra, que va rebre també, entre d'altres, Berto Romero i Godoy, o espectacles com El cavernícola, La asombrosa. Godoy fou, justament, un dels darrers artistes que van actuar al teatre de Rambla Catalunya, l’octubre del 2013.
L’activitat teatral a les Sales 1 i 5 havia desaparegut de la cartellera dos mesos abans del tancament definitiu dels Cinemes Alexandra el 19 de desembre de 2013.